# 獅子和三隻公牛
獅子和三隻公牛是伊索寓言中一個故事。

## 內容簡介
從前有三隻公牛兄弟，他們感情很好，無論吃、玩、睡也在一塊兒。
有天，有隻獅子很想吃掉他們，於是便向他們發動攻擊，但他們機警地以臀部貼著臀部，藉此圍成一圈對抗獅子，大牛還用角將獅子撞至摔倒。獅子唯有悻悻然離去。
獅子回家後，想到了一個狡猾的方法。他首先去找大牛，告訴大牛說：「大牛兄，二牛跟我說，說要不是他叫排陣，你們便會給我吃掉，所以他是最大功勞的。他還說你和三牛沒腦子！」大牛聽了七竅生煙，決定不再理二牛了。
接著獅子去找二牛。他說：「二牛兄，大牛兄說他的功勞最大，因為如果不是他的角，你們便會給我吃掉，他還說你和三牛很沒用！！」二牛聽了也暴跳如雷，決定不再理大牛了。
最後獅子找到三牛，跟他說：「三牛老弟，你兩個哥哥都說你最膽小，如果沒有他們保護，你就活不下去呀！」三牛馬上生氣地找兩個哥哥算帳。
結果三兄弟一見面便打起來，最後打至遍體鱗傷，倒在地上直喘粗氣。獅子見時機到了，便將三兄弟撲殺吃了。

## 教訓意義
- 團結便是力量；紛爭引致不幸。
- 不要相信讒言。